# هيديو ناكاتا
هيديو ناكاتا (باليابانية: 中田秀夫 ) (و. 1961  م) هو مخرج أفلام، ومنتج أفلام، وكاتب، وكاتب سيناريو ياباني، ولد في أوكاياما، أوكاياما.

## التعليم
تعلم في جامعة طوكيو.

## وصلات خارجية
- هيديو ناكاتا على موقع IMDb (الإنجليزية)
- هيديو ناكاتا على موقع ألو سيني (الفرنسية)
- هيديو ناكاتا على موقع أول موفي (الإنجليزية)
- هيديو ناكاتا على موقع قاعدة بيانات الأفلام السويدية (السويدية)
- هيديو ناكاتا على موقع قاعدة بيانات الفيلم (الإنجليزية)
- هيديو ناكاتا على موقع كينوبويسك (الروسية)